# 全国高等学校合同チームラグビーフットボール大会
KOBELCO CUP 全国高等学校合同チームラグビーフットボール大会は、日本ラグビーフットボール協会が主催の、毎年7月下旬に開かれる高校生のラグビーユニオン大会である。2005年の設立当初から神戸製鋼（現・KOBELCOグループ）がスポンサーとなり、2006年までの大会名は「KOBELCOジャパンユースラグビードリームトーナメント」で、2007年から現在の名称になった。
2007年まで北海道夕張市平和運動公園ラグビー場で開かれていたが、2008年から長野県上田市菅平高原サニアパーク（現・アンダーアーマー菅平サニアパーク）に開催地を移した。
本項では、2011年から併催されているKOBELCO CUP 全国高等学校女子ラグビーフットボール大会も併せて記述する。

## 大会概要

### 2025年大会（男子第21回・女子第15回）
2025年5月21日現在。
- 期日：2025年7月31日 - 8月3日
- 会場：アンダーアーマー菅平サニアパーク（長野県上田市）
- U17大会：全国9ブロックから選抜された選手による9チーム
- U18大会：全国9ブロックにおいて、部員不足の学校の生徒で構成する9チーム
- 女子大会：全国9ブロックから選抜された選手による9チーム
- KOBELCO創業120周年プロジェクトスペシャルマッチ：台湾高校チーム（桃園市立観音高校（中国語版））を招待し、2試合（クラブチーム選抜戦と長野県高校選抜戦）を行う。
- 主催：日本ラグビーフットボール協会
- 主管：関東ラグビーフットボール協会、全国高等学校体育連盟ラグビーフットボール専門部、長野県ラグビーフットボール協会（女子大会では、日本ラグビーフットボール協会女子委員会も加わる）
- 後援：全国高等学校体育連盟（男子大会のみ）、長野県教育委員会、上田市、上田市教育委員会、菅平観光協会、菅平旅館組合、毎日新聞社、信濃毎日新聞社、SBC信越放送、毎日放送
- 特別協賛：KOBELCOグループ
- 高校ラグビーパートナー：三井住友銀行

### 2007年大会（第3回）
夕張での開催 最終年。
- 期日：2007年7月20日 - 23日
- 会場：夕張市平和運動公園ラグビー場（北海道夕張市）
- U17大会：全国9ブロックから選抜された選手による9チーム
- U18大会：全国9ブロックにおいて、部員不足の学校の生徒で構成する9チーム
- 主催：日本ラグビーフットボール協会、全国高等学校体育連盟ラグビー専門部
- 主管：関東ラグビーフットボール協会
- 後援：全国高等学校体育連盟、夕張市、夕張市教育委員会、北海道放送（HBC）、毎日放送、北海道新聞社、毎日新聞社
- 特別協賛：神戸製鋼グループ
- 協賛：ロート製薬

## 概略
2005年、2011年ワールドカップラグビーの日本開催実現を目指したラグビーの強化策の一環として、高校生年代のラグビーのレベルアップを図ることを念頭において設立され、U17大会が始まった。KOBELCOグループが初回から特別協賛スポンサーを続けている。
第1回大会は「～2011ワールドカップへの道～ KOBELCO ジャパンユースラグビー ドリームトーナメント2005」という副題がついた。
全国を9つのブロック（北海道、東北、関東、北信越、東海、近畿、中国、四国、九州）に分けて対戦する。富山県・石川県・福井県と新潟県・長野県は北信越ブロック、山梨県は関東ブロック、三重県は静岡県・岐阜県・愛知県と共に東海ブロックとなる。
後援にJNN系列テレビ局（SBC信越放送、毎日放送）が入っているが、冬の全国大会とは異なり地上波・衛星放送ともテレビ中継はせず、毎日放送のホームページで動画配信のみ実施している。
2020年と2021年は、新型コロナウイルス感染症の世界的流行のため、開催しなかった。

### 男子大会
男子大会はU17（17歳未満）とU18（18歳未満）の2つのクラスに分け、U17は各ブロックからの選抜選手で構成し、U18は部員不足の学校の生徒から構成する。
「U17の部」は、全国選抜による高いレベルの試合を通して、選手の資質向上を図る。2005年の第1回から行われている。
高校ラグビーの競技人口が1992年をピークに減少し、部員不足のため15人制の単独チームを編成できないラグビー部に所属する高校生のために、「U18の部」が2008年から始まった。
それぞれ3チームずつによる予選リーグと、その成績をもとに最終日に開かれる決勝リーグ（1位グループ=カップ戦、2位グループ=プレート戦、3位グループ=ボウル戦）を開催する。
2025年大会では、「KOBELCO創業120周年プロジェクトスペシャルマッチ」として、台湾から高校生を招待し、8月1日にクラブチーム選抜と、8月3日に長野県高校選抜と、試合を行う。

### 女子大会
2011年から「全国高等学校女子7人制ラグビーフットボール大会」として同時開催が始まった。
2015年の女子第5回大会からは、15人制による「全国高等学校女子合同チームラグビーフットボール大会」に変更された。
15人制となった女子は、2015年はトーナメント戦、2016年は男子と同じ方式で開催された。
2017年からの女子は、チームレベルを考慮し、上位「決勝リーグ」と下位「育成リーグ」の2部制となり、決勝リーグの優勝チームと、育成リーグの優勝チームが決まる。
2024年の女子は、男子と同様に 3チームずつによる予選リーグと、その成績をもとに最終日に開かれる決勝リーグ（1位グループ=カップ戦、2位グループ=プレート戦、3位グループ=ボウル戦）で競う。育成リーグは無くなった。

## 歴代記録
男子U17、男子U18は、予選リーグ1位になった3チームによる「決勝リーグ（カップ）」の優勝チーム。
| 年度 | 男子15人制 | 男子15人制     | 男子15人制       |            |                 |                                                              | 備考 |
| 年度 | 回         | U17 カップ優勝 | U18 カップ優勝   |            |                 |                                                              | 備考 |
| ---- | ---------- | -------------- | ---------------- | ---------- | --------------- | ------------------------------------------------------------ | --- |
| 2005 | 第1回      | 近畿(1)        | 近畿(1)          |            |                 |                                                              | |
| 2006 | 第2回      | 九州(1)        | 九州(1)          |            |                 |                                                              | |
| 2007 | 第3回      | 九州(2)        | 九州(2)          |            |                 |                                                              | この回まで夕張で開催                                                                                          |
| 2008 | 第4回      | 近畿(2)        | 近畿(2)          |            |                 |                                                              | この回から菅平で開催                                                                                          |
| 2009 | 第5回      | 九州(3)        | 九州(3)          |            |                 |                                                              | |
| 2010 | 第6回      | 関東(1)        | 関東(1)          |            |                 |                                                              | |
| 年度 | 男子15人制 | 男子15人制     | 男子15人制       | 女子7人制  | 女子7人制       |                                                              | 備考 |
| 年度 | 回         | U17 カップ優勝 | U18 カップ優勝   | 回         | 優勝            |                                                              | 備考 |
| 2011 | 第7回      | 九州(4)        | 九州(4)          | 第1回      | WEST1           |                                                              | 女子は7人制                                                                                                   |
| 2012 | 第8回      | 近畿(3)        | 近畿(3)          | 第2回      | 関東            |                                                              | |
| 2013 | 第9回      | 九州(5)        | 九州(5)          | 第3回      | 関東            |                                                              | |
| 2014 | 第10回     | 九州(6)        | 九州(6)          | 第4回      | 九州1           |                                                              | [ 18 ] [ 19 ]                                                                                                 |
| 年度 | 男子15人制 | 男子15人制     | 男子15人制       | 女子15人制 | 女子15人制      |                                                              | 備考 |
| 年度 | 回         | U17 カップ優勝 | U18 カップ優勝   | 回         | 優勝            |                                                              | 備考 |
| 2015 | 第11回     | 関東(2)        | 関東(2)          | 第5回      | 九州(1)         |                                                              | 女子も15人制に                                                                                                |
| 2016 | 第12回     | 九州(7)        | 九州(7)          | 第6回      | 関東(1)         |                                                              | [ 22 ] [ 23 ] [ 24 ]                                                                                          |
| 年度 | 男子15人制 | 男子15人制     | 男子15人制       | 女子15人制 | 女子15人制      | 女子15人制                                                   | 備考 |
| 年度 | 回         | U17 カップ優勝 | U18 カップ優勝   | 回         | 決勝リーグ 優勝 | 育成リーグ 優勝                                              | 備考 |
| 2017 | 第13回     | 近畿(4)        | 近畿(4)          | 第7回      | 関東(2)         | 北信越                                                       | 女子が2部制に                                                                                                 |
| 2018 | 第14回     | 近畿(5)        | 近畿(5)          | 第8回      | 九州(2)         | 四国                                                         | [ 26 ] [ 27 ]                                                                                                 |
| 2019 | 第15回     | 関東(3)        | 関東(3)          | 第9回      | 中国(1)         | 北海道・関東                                                 | [ 28 ] [ 29 ]                                                                                                 |
| 2020 | 第16回     | 開催せず       | 開催せず         | 第10回     | 開催せず        | 開催せず                                                     | [ 10 ] |
| 2021 | 第17回     | 開催せず       | 開催せず         | 第11回     | 開催せず        | 開催せず                                                     | [ 11 ] |
| 2022 | 第18回     | 九州(8)        | 九州(8)・近畿(6) | 第12回     | 九州(3)         | 四国                                                         | [ 31 ] [ 32 ]                                                                                                 |
| 2023 | 第19回     | 近畿(6)        | 関東(4)          | 第13回     | 九州(4)         | 四国                                                         | [ 33 ] [ 34 ] [ 35 ]                                                                                          |
| 年度 | 男子15人制 | 男子15人制     | 男子15人制       | 女子15人制 | 女子15人制      | 特別試合                                                     | 備考 |
| 年度 | 回         | U17 カップ優勝 | U18 カップ優勝   | 回         | カップ優勝      | 特別試合                                                     | 備考 |
| 2024 | 第20回     | 近畿(7)        | 九州(9)          | 第14回     | 九州(5)         |                                                              | 女子も決勝リーグで3部制に                                                                                     |
| 2025 | 第21回     | 近畿(8)        | 九州(10)         | 第15回     | 九州(6 )        | 台湾観音高 vs クラブ選抜 39-0 台湾観音高 vs 長野県選抜 14-10 | 「KOBELCO創業120周年プロジェクトスペシャルマッチ」として、台湾高校チーム（桃園市立観音高校）を招待し2試合行う |

## 配信
2025年大会の場合

### HANAZONO LIVE
2025年7月31日現在。
ライブ配信（8月3日生配信）：毎日放送（MBS）の「HANAZONO LIVE」で、最終日（8月3日）の決勝リーグをライブ配信。男子U18の3試合、U17の3試合、女子1試合、閉会式。
オンデマンド配信（8月4日以降）：「HANAZONO LIVE」で、上記7試合の各前半戦、上記7試合の各後半戦、上記7試合の各トライシーン。